# Viðarr

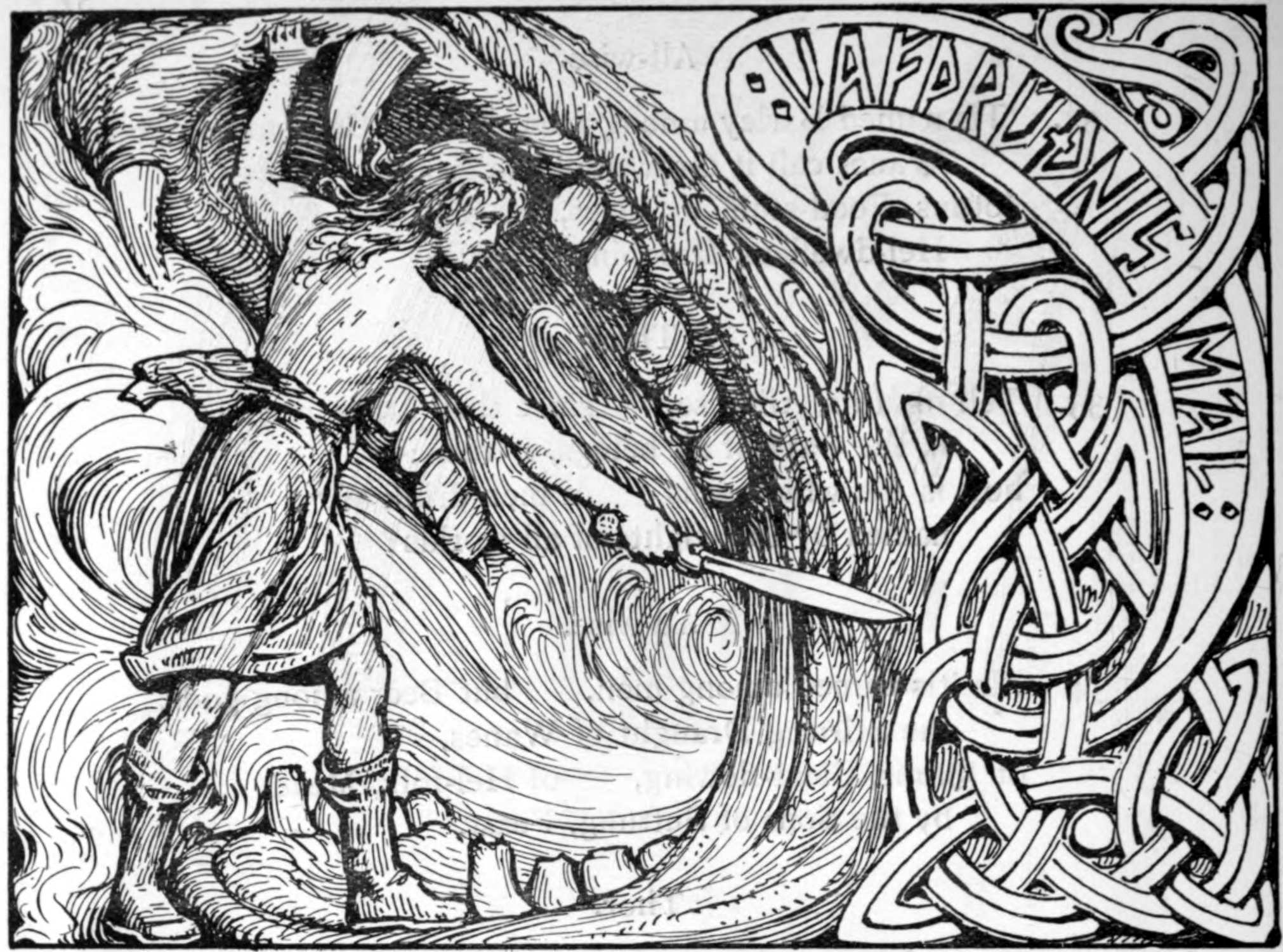
Grabado de Viðarr.

Viðarr (Vidar) es el hijo de Odín y la gigante Gríðr en la mitología nórdica. Es el dios del silencio, la venganza y la justicia. En el mundo renacido que emergerá luego del Ragnarök, Vidar está predestinado a regresar con su hermano Vali.
Durante el Ragnarök, Odín será devorado por el lobo Fenrir y Vidar vengará su muerte matando a la bestia. De acuerdo a Vafþrúðnismál, Vidar mata a Fenrir pisando su mandíbula inferior con el pie, en el cual llevaba un zapato que consistía de tiras de cuero de los cuales los hombres, seguidores de los Æsir, pelaban de sus zapatos en la zonas de los dedos y talones para fortalecerlo. Teniendo su pie situado, tomará la mandíbula superior del lobo y lo desgarrará. Sin embargo, de acuerdo a Völuspá, usó su espada para matarlo dirigiéndola directo hacia su corazón.
Se refiere a Vidar como "el silencioso hijo de Odín" en Skáldskaparmál (segunda parte de la Edda prosaica).